# سهراب یکم
سهراب یا سرخاب‌یکم از نخستین شاهان سلسله باوندیان طبرستان بود. وی حدود ۴ دهه در جنوب شرقی مازندران حکومت کرد.

## به حکومت رسیدن
پس از مرگ باو، ولاش در میاندرود ساری تا پنجاه هزار (قسمت جلگه ای بهشهر) ادعای حکومت کرد.
در این زمان شهر ساری مرکز سلسلهٔ دودمان گاوباریان دابویه بود.
سرخاب «سهراب» همراه با مادر پیرش از بیم ولاش بصورت ناشناس و پنهانی در روستای دزانگبار (جایی در جنوب ساری) به خانه باغبانی پناه بردند و زندگی می‌کردند، تا اینکه روزی شخصی بنام «خورزاد خسرو» (از سران سپاه) او را در خانه باغبان دید و بشناخت، خورزاد خسرو آنها را برای امنیت به دربند کولا (شمال خاوری سوادکوه: حدود آریم و کنگلو) برد و مردم نواحی بر آنها جمع شدند و اهالی قارن (قسمت پشتکوه هزارجریب، به مرکزیت آثران) او را همراهی کردند و بر پنجاه هزار شبیخون زدند و بلاش و هر که او را همراهی کرد بکشتند، پس از ان سرخاب را به فریم «پَریم» بردند و به پادشاهی نشاندند و در بالادست ده تالیور (جنوب سنگده کنونی) و در انتهای قلعه کوزا برای او قصر و گرمابه، میدان ساختند که آثار آن تا قرن هفتم (زمان ابن اسفندیار)، پابرجا بود.
سرخاب ۴۲ سال حکومت کرد (۵۳ – ۹۵ هجری خورشیدی) و از دنیا رفت.